# Martin Åslund
Martin John Allan Åslund (* 10. November 1976 in Stockholm) ist ein ehemaliger schwedischer Fußballspieler. Der Mittelfeldspieler, der zwischen 1998 und 2001 vier Länderspiele für die schwedische Nationalmannschaft bestritten hat, ist der Sohn Sanny Åslunds und Neffe Anders Åslunds, die beide jeweils selbst in der Allsvenskan spielten.

## Werdegang
Åslund begann 1981 mit dem Fußballspielen in der Jugend von AIK. 1983 wechselte er in die Jugend von IFK Täby und spielte ab 1991 für die Jugendmannschaften von Enebybergs IF. 1993 schloss er sich der Jugend von Djurgårdens IF, wo er 1994 in der zweiten schwedischen Liga debütierte. Mit dem Klub wurde er Staffelsieger im Norden und schaffte damit den Aufstieg in die Allsvenskan. Nachdem der Klub 1996 nur einen Abstiegsplatz belegt hatte, verließ Åslund den Verein und ging zum Ligarivalen IFK Norrköping, wo er die folgenden zwei Jahre aktiv war. Am 14. Oktober 1998 kam Åslund zu seinem Länderspieldebüt für die schwedische Landesauswahl. Beim 1:0-Erfolg gegen Bulgarien stand er in der Startelf und wurde in der 71. Minute für Jesper Blomqvist ausgewechselt. Es blieb zunächst sein einziger Länderspielauftritt.
Åslund kehrte 1999 zu dem Verein zurück, bei dem er seine ersten fußballerischen Schritte tat: AIK Solna. Mit dem Verein konnte er im selben Jahr seinen ersten Titel feiern, der Klub holte den Svenska Cupen. Am 10. Februar 2001 konnte er beim 4:1-Erfolg gegen Thailand sein Comeback in der Nationalmannschaft im Rahmen des King’s Cup mit einem Tor krönen. Bei dem Turnier bestritt er noch zwei weitere Spiele und erzielte ein weiteres Tor. Bis 2004 blieb er AIK treu und lief für den Klub in der Liga, im Landespokal und im Europapokal auf. Nach dem Abstieg des Klubs aus der Allsvenskan entschloss er sich, ins Ausland zu gehen.
Zusammen mit dem Mannschaftskollegen Jimmy Tamandi wechselte Åslund in die Serie B zu Salernitana Calcio, wo ein Jahr zuvor bereits mit Karl Corneliusson ein ehemaliger AIKler hingewechselt war. Dort spielte er jedoch nur eine Halbserie, um nach Nordeuropa zurückzukehren. Im Sommer 2005 schloss sich Åslund Viborg FF in der dänischen Superliga an und unterschrieb einen Vierjahresvertrag.
Im März 2008 kehrte Åslund nach Schweden in die Superettan zurück und unterschrieb einen Zwei-Jahres-Kontrakt beim Zweitligaaufsteiger Assyriska FF. Mit dem Klub verpasste er als Tabellenvierter nur knapp den Relegationsplatz zum Aufstieg in die Allsvenskan.